# Tepeyurt, Arhavi
Tepeyurt là một xã thuộc huyện Arhavi, tỉnh Artvin, Thổ Nhĩ Kỳ. Dân số thời điểm năm 2010 là 107 người.